# نها ترنگ

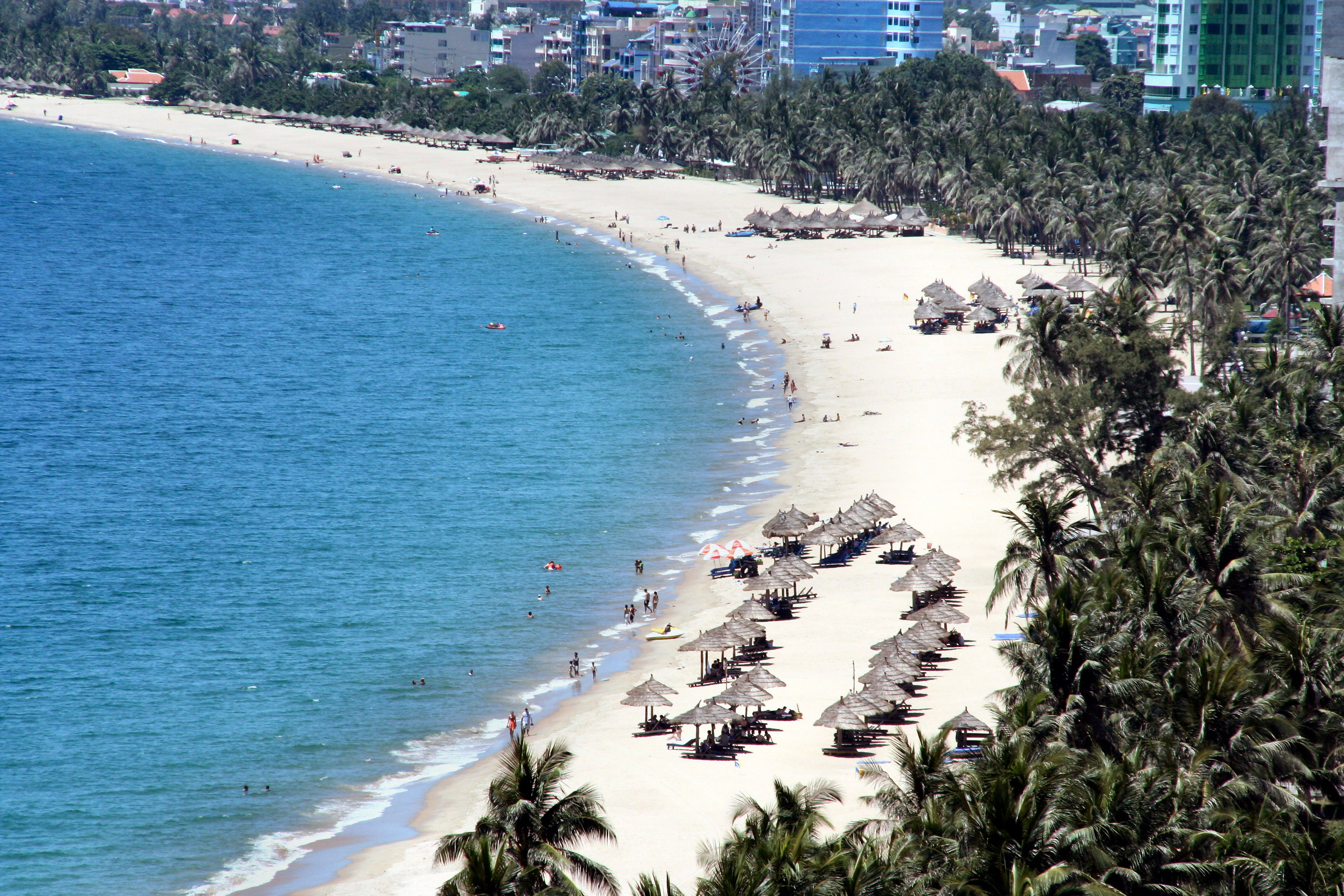
Nha Trang's beach

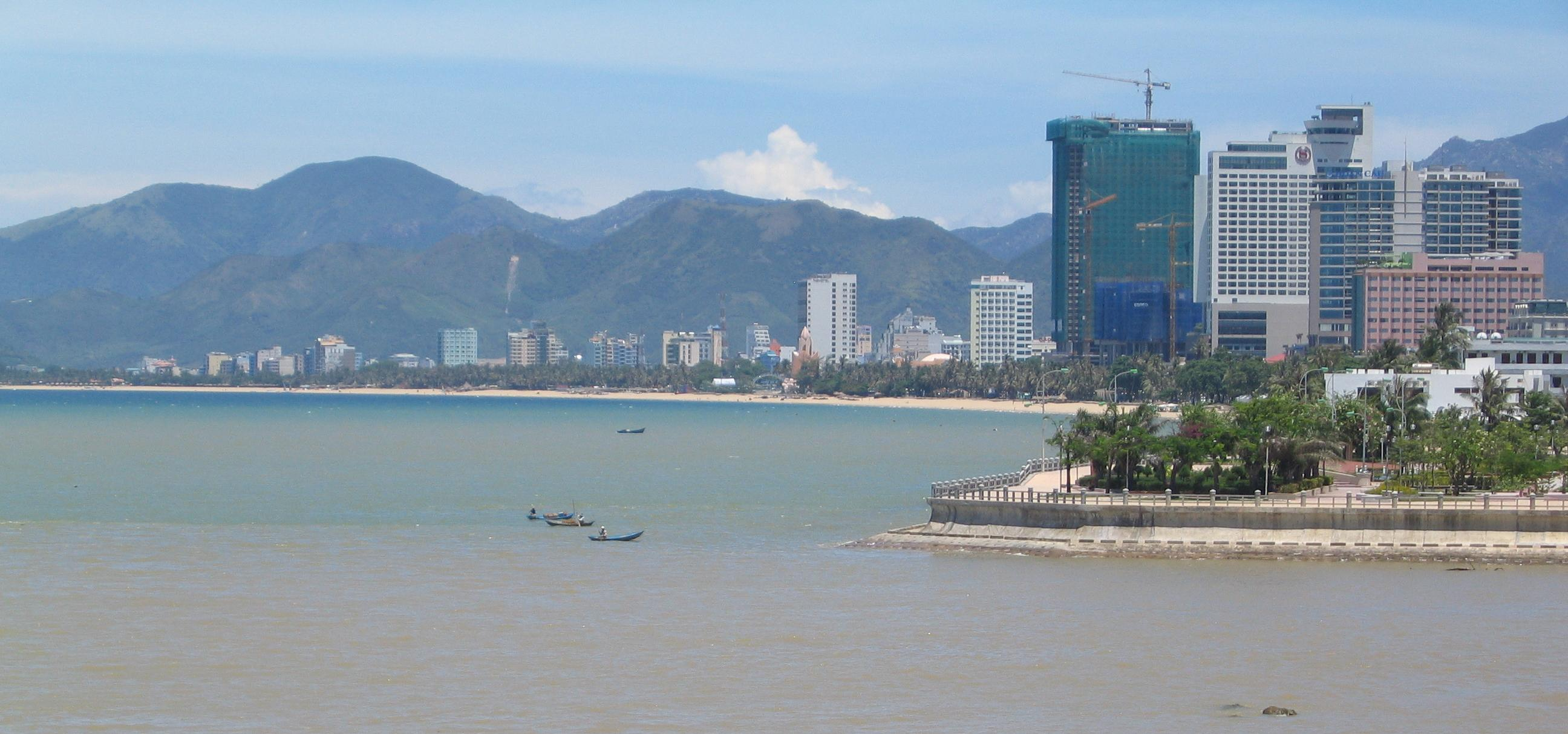
Nha Trang's skyline

نها ترنگ یک شهر ساحلی و مرکز استان خانح هوآ، در ساحل جنوبی مرکزی در کشور ویتنام است. این شهر در شمال با منطقه نینح هوآ، در شرق با دریای جنوبی چین، از جنوب با شهر کام رانح و از غرب با دیین خانح هم مرز است. این شهر دارای حدود ۳۰۰،۰۰۰ نفر جمعیت است، که از سوی هیئت رئیسه این شهر پیش‌بینی شده که تا سال ۲۰۲۰ میلادی  جمعیت این شهر به ۵۰۰،۰۰۰ تا ۶۰۰،۰۰۰ هزار نفر برسد.
نها ترنگ به خاطر ساحلهای زیبا و جایی عالی برایی غواصی اسکوبا یک شهر شناخته شده به‌شمار میرود که به سرعت در حال تبدیل شدن به یک مقصد محبوب برای توریست‌های بین‌المللی است، این شهر تعداد زیادی از کوله پشتگردان و همچنین گردشگران ویتنامی و از دیگر کشورهای آسیای جنوب شرقی را جذب خود کرده‌است.
«خلیج کوچک نها ترنگ» به‌طور گسترده‌ای به عنوان یکی از زیباترین خلیج‌هایی کوچک جهان به‌شمار میرود که در جشنواره دریای خود، که هر دو سال برگزار می‌شود به گردشگران خوش آمدید می گوید. نها ترنگ در تاریخ ۱۴ ژوئیه ۲۰۰۸ برگزارکننده «دوشیزه جهان ۲۰۰۸» و در۴ دسامبر ۲۰۱۰ «دوشیزه زمین۲۰۱۰» بود. علاوه بر این، نها ترنگ نیز میزبان بازی‌های آسیایی ساحلی ۲۰۱۶ خواهد بود.